# أندريس كونغ
أندريس كونغ (بالسويدية: Andres Küng)‏ هو صحفي وسياسي سويدي، ولد في 13 سبتمبر 1945، وتوفي في 10 ديسمبر 2002. حزبياً، نشط في حزب الشعب الليبرالي. وقد انتخب عضو البرلمان السويدي ‏.